# Carl Fredrik Ehrensvärd
Carl Fredrik Ehrensvärd (Ehrensvärd-Gyllembourg), född 7 januari 1767 i Stockholm, död 10 maj 1815 i Köpenhamn, var en svensk friherre och politisk skriftställare. Han var halvbror till Gustaf Johan Ehrensvärd.

## Biografi
Carl Fredrik Ehrensvärd var son till fortifikations- och artillerioffceren Carl Ehrensvärd som upphöjdes till friherre tre år innan sonens födelse. Samma år han blev friherre, gifte fadern, som var änkling, om sig med författaren Anna Antoinetta Gyllenborg, dotter till Fredrik Gyllenborg. Carl Fredrik Ehrensvärd var föräldrarnas första gemensamma barn.
Redan tidigt ingick han vid artilleriet och var förste löjtnant vid detta vapen, då han 1792 häktades och åtalades för medvetenhet om mordet på Gustav III. Inför rätten bekände han sin brottslighet och dömdes av Svea hovrätt förlustig sitt adliga stånd och skyldig att mista liv, ära och gods samt bli halshuggen. Detta straff förvandlades av kungen genom nåd till evig landsflykt, med förlust av adelskap och alla medborgerliga rättigheter. Omedelbart efter domens avkunnande (augusti 1792) begav sig Ehrensvärd till Danmark, där han antog moderns namn, Gyllenborg (vilket han vanligen skrev Gyllembourg). 1801 trädde han i äktenskap med Peter Andreas Heibergs frånskilda maka, Tomasine Kristine Buntzen.
Redan vid början av sin vistelse i Köpenhamn kom han i förtrolig beröring med flera av den danska huvudstadens mest framstående skriftställare, bland andra Peter Andreas Heiberg. Efter utbrottet av kriget mellan Sverige och Danmark 1808 författade Ehrensvärd en broschyr: Strödda anmärkningar öfver Sveriges ställning sommaren 1808, där han framlade nyttan av en förening mellan Nordens tre riken och uppmanade svenskarna att skilja sig från Gustav IV Adolf och i stället hylla Fredrik VI, "Nordens Fredrik". Denna skrift, anonym och utan angivande av tryckort, sändes i februari och mars 1809 i hundratals exemplar med luftballonger från Kronborgs fästning över sundet till Skåne. De uppfångade exemplaren förstördes på befallning av generalguvernören över Skåne, Johan Christopher Toll. Broschyren finns omtryckt i "De la Gardieska archivet", XX.
På danska utgav Ehrensvärd bl. a. Forsøg til landbrugs-bogholderi (1808), Nogle forsøg med cerealier (i "Landoekonomiske tidender", I), Om forpagtningstiden af bondejord (ibid. III), Den huslige lyksalighed, grund til den borgerlige ("Minerva", 1798; översättning av Rahbek efter Ehrensvärds svenska manuskript) och Bemerkninger og forslag med hensyn til en constitution for Norge (intagna anonymt i "Den norske rigsforsamlings forhandlinger" 1814, I).